# Wild & Free (cântec de Lena Meyer-Landrut)
Wild & Free este un cântec al cântăreței germane Lena Meyer-Landrut .Cântecul a fost scris de către Lena, Sarah Connor, Tim Myers și echipa de producție Beatgees.Myers și Beatgees sunt totodată și producătorii cântecului pentru coloană sonoră a filmului Fack ju Göhte 2.Cântecul a fost lansat ca single pe data de 11 septembrie 2015.

## Videoclip muzical
Videoclipul muzical al single-ului a fost lansat pe YouTube pe data de 11 septembrie 2015 și are o durată de 3 minute și 14 secunde.

## Track Listing
| Digital download – Single |               |         |  |
| Nr.                       | Titlu         | Lungime |  |
| 1.                        | „Wild & Free” | 3:14    |  |

### Topuri
| Top (2015)                  | Poziția de vârf |
| --------------------------- | --------------- |
| Austria (Ö3 Austria Top 40) | 32              |
| 8                           |                 |

### Topuri anuale
| Top (2015)                        | Poziție |
| --------------------------------- | ------- |
| Germania (Official German Charts) | 71      |

## Lansare
| Regiune  | Data              | Format              | Casă de discuri |
| -------- | ----------------- | ------------------- | --------------- |
| Germania | 11 September 2015 | Descărcare digitală | Polydor Island  |